# Модульйон
Модульйо́н, модильйо́н (фр. modillon — «образ», «положення») — архітектурна деталь у вигляді кронштейна із завитком, яка підтримує винос карнизної плити в антаблементі коринфського або композитного ордерів. Іноді виступає суто декоративним елементом.